# الهيئة المصرية العامة للمساحة
الهيئة المصرية العامة للمساحة هي هيئة حكومية مصرية تتبع وزارة الموارد المائية والري، أنشئت عام 1898، والهيئة متخصصة في إنتاج وتوزيع وتحديث الخرائط والبيانات الجغرافية الدقيقة التي تقوم بوصف مسطح معين من الأرض وإظهار المعالم الطبيعية والحضارية والملكيات الخاصة لقطع الأراضي. والهيئة بصفتها منتجة لهذا النوع من البيانات فهي تقوم بتقديم هذا المنتج في شكلين: خرائط مساحية ورقية و قواعد بيانات حيث أنها تخدم قطاع عريض من الجهات الحكومية كما تقوم بدور رئيسي في تسجيل ملكيات الأراضي و مشاريع نزع الملكية.

## القرارات المنظمة
- قرار رئيس الجمهورية رقم 1740 لسنة 1967: بتنظيم مصلحة المساحة وتحديد اختصاصاتها.[3]
- قرار رئيس الجمهورية رقم 2433 لسنة 1971: بإنشاء الهيئة المصرية العامة للمساحـة وتتبع وزير الري.[4][5]
- قرار رئيس الجمهورية رقم 649 لسنه 1973: بشأن نقل تبعية الهيئة المصرية العامة للمساحـة إلى وزارة الحربية.[6]
- قرار رئيس الجمهورية رقم 422 لسنة 1975: بشأن نقل تبعية الهيئة المصرية العامة للمساحـة إلى وزارة الري.[7]
- قرار رئيس الجمهورية رقم 827 لسنة 1975: بشأن إعادة تنظيم الهيئة المصرية العامة للمساحـة.[8][9]
- قرار رئيس مجلس الوزراء رقم 1292 لسنة 2000: باعتبار الهيئة المصرية العامة للمساحـة من الهيئات الاقتصادية.[10]
- قرار رئيس مجلس الوزراء رقم 1686 لسنة 2000: باعتبار الهيئة المصرية العامة للمساحـة من الهيئات الاقتصادية.[11]

## التاريخ
أنشئت الهيئة المصرية العامـة للمساحـة في عام 1898 تحت اسم مصلحة المساحـة العموميـة، وكان الغرض من إنشائها حينها تغطية أرض مصر بالخرائط الطبوغرافية وإنشاء خرائط ودفاتر الملكية للأراضي الزراعية الواقعة داخل الزمام وللعقارات المبنية داخل المدن بهدف تحصيل الضرائب العقارية عليها وإنشاء سجلات المكلفات لها.
وفي عام 1971 تحولت إلى هيئة عامة تتبع وزارة الري وتحددت مهامها بعدة قرارات جمهورية آخرها القرار الجمهوري رقم 328 لسنة 1983 كما تحدد نظام إشرافها على الأعمال المساحية التي يقوم بها الغير بالقرار الجمهوري رقم 298 لسنة 1984، ثم تحولت إلى هيئة اقتصادية عام 2001.
وقد مرت الهيئة خلال عمرها الطويل بمراحل عديدة إتسع خلالها نطاق أعمالها وتطورت فيها الأساليب الفنية لمواكبة التطور العالمي في هذا المجال، وحققت في الفترة الأخيرة إنجازات كبيرة في مجال التحول الألي الذي يوفر البنية المعلوماتية الجغرافية اللازمة لكافة الأنشطة الاقتصادية بصفة خاصة والتنموية بصفة عامة في إطار إستراتيجية الدولة المتعلقة ببناء الحكومة الإلكترونية وفي إطار التوجه العالمي في عصر المعلومات.

## أنشطة الهيئة
- إنتاج خرائط المدن
- إنتاج خرائط الكادستر الزراعية
- أعمال طلبات الشهر العقـاري
- أعمال الإصـلاح الزراعي
- أعـمال التثمين
- خدمات المعلومات الرقمية للأراضي الزراعيـة
- أعمال مشروعات نزع الملكية للمنفعة العامة

## الشركات التابعة
- شركة التعمير لخدمات التسجيل العقاري ونظم المعلومات العقارية[13]

## رؤساء الهيئة
- كابتن هـ.ج.لوينز (1898-1909).[14]
- م.أ.م. دوسن (1909 - 1918).[14]
- م.ب.ا.ف كيلنج (1918-1919).[14]
- م.ل.ب. ولدن (1920-1923).[14]
- م.هـ.ل.ا. شبرد (1923-1927).[14]
- حسين سري باشا (1927-1929).[14]
- محمود فهمي بك (1929-1930).[14]
- محمد عثمان بك (1930-1930).[14]
- محمود حنفي بك (1930-1936).[14]
- حسين صادق بك (1936-1939).[14]
- حسن فؤاد بك (1940-1945).[14]
- عبد الخالق مطاوع بك (1945-1951).[14]
- فؤاد سعد بك (1951-1953).[14]
- محمد احمد عتيبه (1953-1957).[14]
- عبد السميع الشاذلي (1957-1958).[14]
- أحمد محمود الشعافي (1958-1960).[14]
- عبد الخالق الشناوي (1960-1961).[14]
- محمود حسن بكير (1961-1962).[14]
- محمد خلف نور (1962-1963).[14]
- سيد عبد الحميد السيد (1963-1964).[14]
- محمد حسني عبد المجيد (1964-1966).[14]
- إبراهيم مصطفى غانم (1966-1971).[14]
- سامي محمد كمال (1971-1972).[14]
- فوزي فراج حلوة (1972-1973).[14]
- إبراهيم مصطفى غانم (1973-1976).[14]
- عبد السلام محمد لبيب (1976-1976).[14]
- مختار علي بدوي (1977-1979).[14]
- محمد أسعد فهمي (1979-1980).[14]
- عبد الفتاح حبيب (1980-1987).[14]
- علي عبد الرحمن علي (1987-1990).[14]
- محمد عادل عبد المجيد (1990-1992).[14]
- كمال عبد المجيد الشرباصي (1992-1993).[14]
- محمد مسعد إبراهيم (1993-2001).[14]
- محمد هشام نصر (2001-2007).[14]
- محمد عبد اللطيف (2007-2013).[14]
- مدحت محمد كمال (2013-2018).[14]
- طارق السيد فهمي (2018-2019).[14]
- علي عبد المجيد منوفي (2019-2022).[14]
- أيمن عبد السلام شديد.[15]

## وصلات خارجية
- الموقع الرسمي للهيئة